# Джонсон, Джозефина
Джозефина Уинслоу Джонсон (англ. Josephine Winslow Johnson; 20 июня 1910, Керквуд, Миссури — 27 февраля 1990, Батейвия, Клермонт) — американская писательница, поэтесса и эссеистка. В 1935 году в возрасте 24 лет она получила Пулитцеровскую премию за художественную книгу за свой первый роман «Сейчас в ноябре» (англ. Now in November). Она — самый молодой литератор, получивший Пулитцеровскую премию за художественную литературу. Вскоре после этого она опубликовала «Зимний сад» (англ. Winter Orchard) — сборник рассказов, ранее публиковавшихся в The Atlantic Monthly, Vanity Fair, The St. Louis Review и Hound & Horn. Входивший в сборник рассказ «Тьма» (англ. Dark) получил премию О. Генри в 1934 году, а рассказ «Джон Шестой» (англ. John the Six) получил премию О. Генри в следующем году. Джонсон продолжила писать рассказы и получила еще три премии О. Генри: за «Александр в парке» (англ. Alexander to the Park) в 1942, «Стеклянный голубь» (англ. The Glass Pigeon) в 1943 и «Ночной полет» (англ. Night Flight) в 1944.

## Биография
Джонсон родилась 20 июня 1910 года в Кирквуде, штат Миссури. С 1926 по 1931 год она училась в Университете Вашингтона в Сент-Луисе, но не получила учёной степени. Свой первый роман «Сейчас в ноябре» она написала, живя на чердаке дома своей матери в Уэбстер-Гроувс, штат Миссури. Там же она завершила сборник рассказов «Winter Orchard» в 1935 году. Она опубликовала еще четыре книги, до того как в 1942 году вышла замуж за Гранта Г. Кэннона, главного редактора Farm Quarterly. Пара переехала в Айова-Сити, где она преподавала в Университете Айовы в течение следующих трех лет. В 1947 году они переехали в округ Гамильтон, штат Огайо, где она опубликовала роман Wildwood.
У Джонсон было трое детей: Теренс, Энн и Кэрол. Семья Кэннонов постепенно обосновалась в лесистой местности округа Клермонт, штат Огайо, где происходит действие романа The Inland Island. В 1955 году Вашингтонский университет присвоил ей почетную степень доктора гуманитарных наук. Она опубликовала еще четыре книги до своей смерти от пневмонии 27 февраля 1990 года  в возрасте 79 лет в Батавии, штат Огайо.

## Работы
- «Сейчас в ноябре» (роман, 1934)
- Winter Orchard and Other Stories (рассказы, 1936)
- Jordanstown (роман, 1937)
- Year's End (поэзия, 1939)
- Paulina Pot (детская книга, 1939)
- Wildwood (роман, 1947)
- The Dark Traveler (роман, 1963)
- The Sorcerer's Son and Other Stories (рассказы, 1965)
- The Inland Island (эссе, 1969)
- Seven Houses: A Memoir of Time and Places (мемуары, 1973)
- The Circle of Seasons, написано с Деннисом Стоком (1974)